# 溫徹斯特 (喬治亞州)
溫徹斯特（英語：Winchester）是位於美國喬治亞州梅肯縣的一個非建制地區。該地的面積和人口皆未知。

## 地理
溫徹斯特的座標為32°25′06″N 83°57′28″W / 32.41833°N 83.95778°W，而該地的平均海拔高度為139米（即456英尺）。